# Бубер-Нейман, Маргарита
Маргарита Бубер-Нойман (нем. Margarete Buber-Neumann, урожд. Тюринг (Thüring); 21 октября 1901, Потсдам — 6 ноября 1989, Франкфурт-на-Майне) — немецкая коммунистка и публицистка.

## Биография
Маргарита родилась в семье директора потсдамской пивоварни Генриха Тюринга и его супруги Эльзы. Старшая сестра Маргариты — публицистка Бабетта Гросс. В школьные годы Маргарита принимала участие в движении Вандерфогель и познакомилась с социалистскими трудами. Получив аттестат зрелости, выучилась на воспитательницу детского сада. В 20 лет Маргарита вступила в Коммунистический союз молодёжи Германии, а в 1926 году — в Коммунистическую партию Германии. В 1922 году Маргарита вышла замуж за Рафаэля Бубера, сына еврейского философа Мартина Бубера. В 1925 году супруги разошлись, развод был оформлен в 1929 году. В этом браке у Маргариты родились две дочери, Барбара и Юдит. Дочери проживали у свекрови Маргариты, но она поддерживала с ними тесные связи.
В 1928 году Маргарита Бубер устроилась на работу в «Инпрекор», где познакомилась с Гейнцем Нейманом, членом Политбюро КПГ и депутатом рейхстага. Близкие отношения между Бубер и Нойманом сложились летом 1929 года. Приход национал-социалистов к власти в Германии застал их в Испании, и они переехали на жительство в Швейцарию в 1934 году. В 1935 году Бубер и Нойман были выдворены из страны и переехали в Москву, где Нойман в 1937 году пал жертвой большого террора и был казнён. Бубер, как «социально опасный элемент», в 1938 году была приговорена к пяти годам лагерей и отправлена в Караганду.
В 1940 году её депортировали в Германию, где её как коммунистку заключили в концентрационный лагерь Равенсбрюк. В концлагере Маргарита Бубер познакомилась с подругой Кафки Миленой Есенской, о которой она позднее написала книгу. Вначале Бубер работала на заводе Siemens секретарём. С октября 1942 по весну 1943 года она служила личным секретарём главной надзирательницы СС Йоганны Лангефельд. 21 апреля 1945 года Бубер освободили, и она отправилась к матери в Тирштайн.
После Второй мировой войны Бубер занялась публицистикой и, как свидетель происходившего, обличала диктатуры и преступления против человечности. Международный комитет спасения пригласил Бубер в Швецию, где она встретилась со шведским банкиром Улофом Ашбергом. В 1949 году Бубер выступала свидетелем на процессе Кравченко.
В 1975 вступила в Христианско-демократический союз Германии.

## Сочинения
- Als Gefangene bei Stalin und Hitler. Eine Welt im Dunkel. Ullstein, München 2002 [1. Aufl. 1949, Verlag der Zwölf, München], ISBN 3-548-36332-6.
- Die erloschene Flamme: Schicksale meiner Zeit. Ullstein, Berlin, Frankfurt am Main 1989 [1. Aufl. 1976], ISBN 3-548-33107-6.
- Milena, Kafkas Freundin. Langen Müller, München 2000 [1. Aufl. 1963], ISBN 3-7844-1680-2.
- Von Potsdam nach Moskau. Stationen eines Irrweges. Ullstein, München 2002 [1. Aufl. 1957, Deutsche Verlags-Anstalt GmbH, Stuttgart], ISBN 3-548-36355-5.
- Kriegsschauplätze der Weltrevolution. Ein Bericht aus der Praxis der Komintern 1919—1943. Seewald, Stuttgart 1967.
- «Freiheit, du bis wieder mein…» Die Kraft zu überleben, Georg Müller Verlag, 1978.
- Мировая революция и сталинский режим: записки очевидца о деятельности Коминтерна в 1920—1930-х г. / Ред. и пер. [с нем.] А. Ю. Ватлина и Л. И. Ватлиной. — М. : АИРО — XX, 1995. — 261 с. : портр. — (Первая публикация)